# Xinyingpan Xiang
Xinyingpan Xiang (kinesiska: 新营盘, 新营盘乡) är en socken i Kina. Den ligger i provinsen Yunnan, i den sydvästra delen av landet, omkring 290 kilometer nordväst om provinshuvudstaden Kunming. Antalet invånare är 21 008. Befolkningen består av 10 166 kvinnor och 10 842 män. Barn under 15 år utgör 26,0 %, vuxna 15-64 år 67 %, och äldre över 65 år 6,0 %.
Genomsnittlig årsnederbörd är 978 millimeter. Den regnigaste månaden är juli, med i genomsnitt 335 mm nederbörd, och den torraste är november, med 1 mm nederbörd.